# Mornington (del av en befolkad plats)
Mornington är en del av en befolkad plats i Australien. Den ligger i kommunen Mornington Peninsula och delstaten Victoria, omkring 45 kilometer söder om delstatshuvudstaden Melbourne.
Runt Mornington är det tätbefolkat, med 427 invånare per kvadratkilometer.. Närmaste större samhälle är Frankston East, omkring 13 kilometer nordost om Mornington. 
Genomsnittlig årsnederbörd är 1 251 millimeter. Den regnigaste månaden är maj, med i genomsnitt 154 mm nederbörd, och den torraste är januari, med 51 mm nederbörd.